# Thelypteris strigosa
Thelypteris strigosa är en kärrbräkenväxtart som först beskrevs av Carl Ludwig Willdenow, och fick sitt nu gällande namn av Tard. Thelypteris strigosa ingår i släktet Thelypteris och familjen Thelypteridaceae. Inga underarter finns listade.